# Camera Work

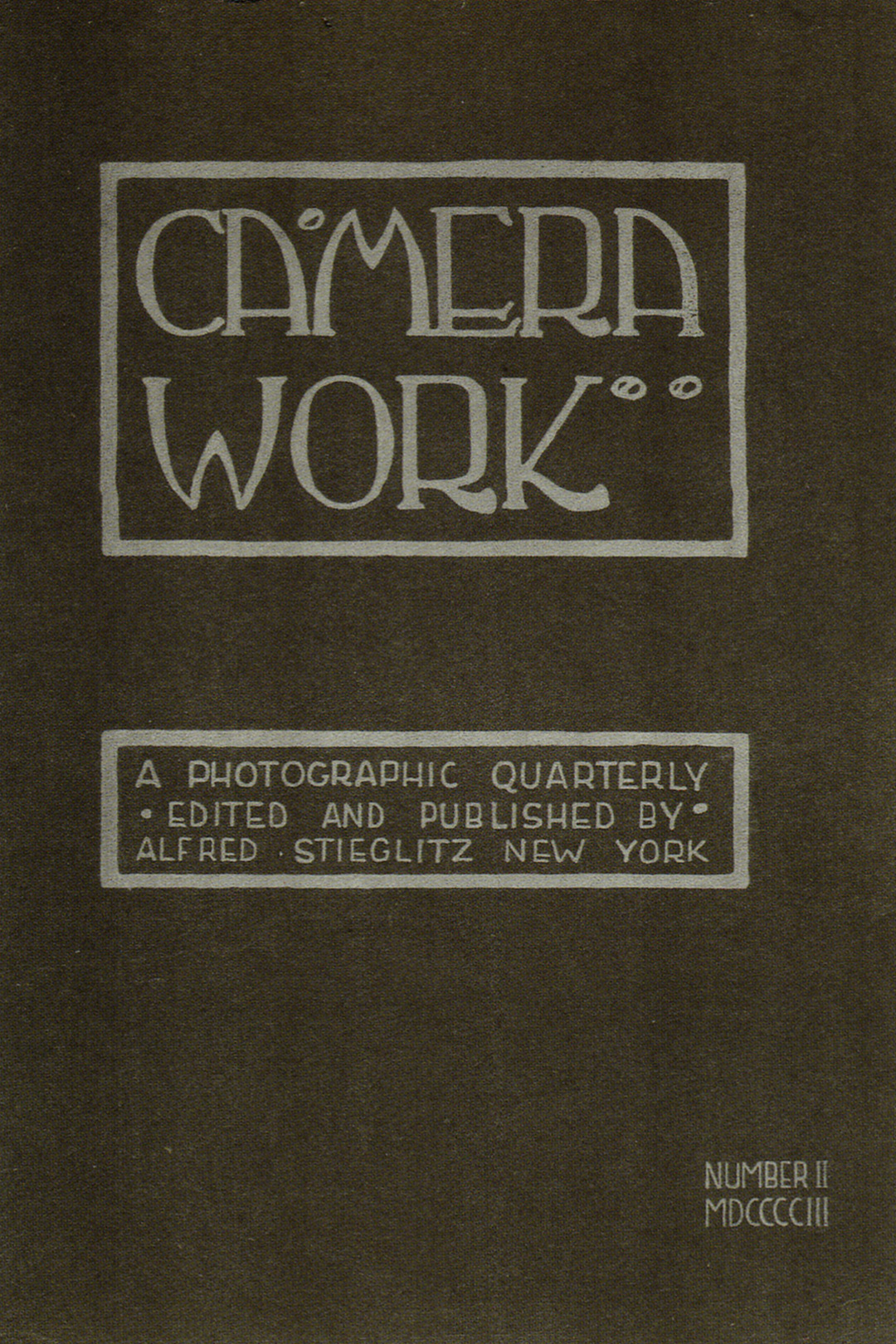
Cubierta del n.º 2 de la revista (1903)

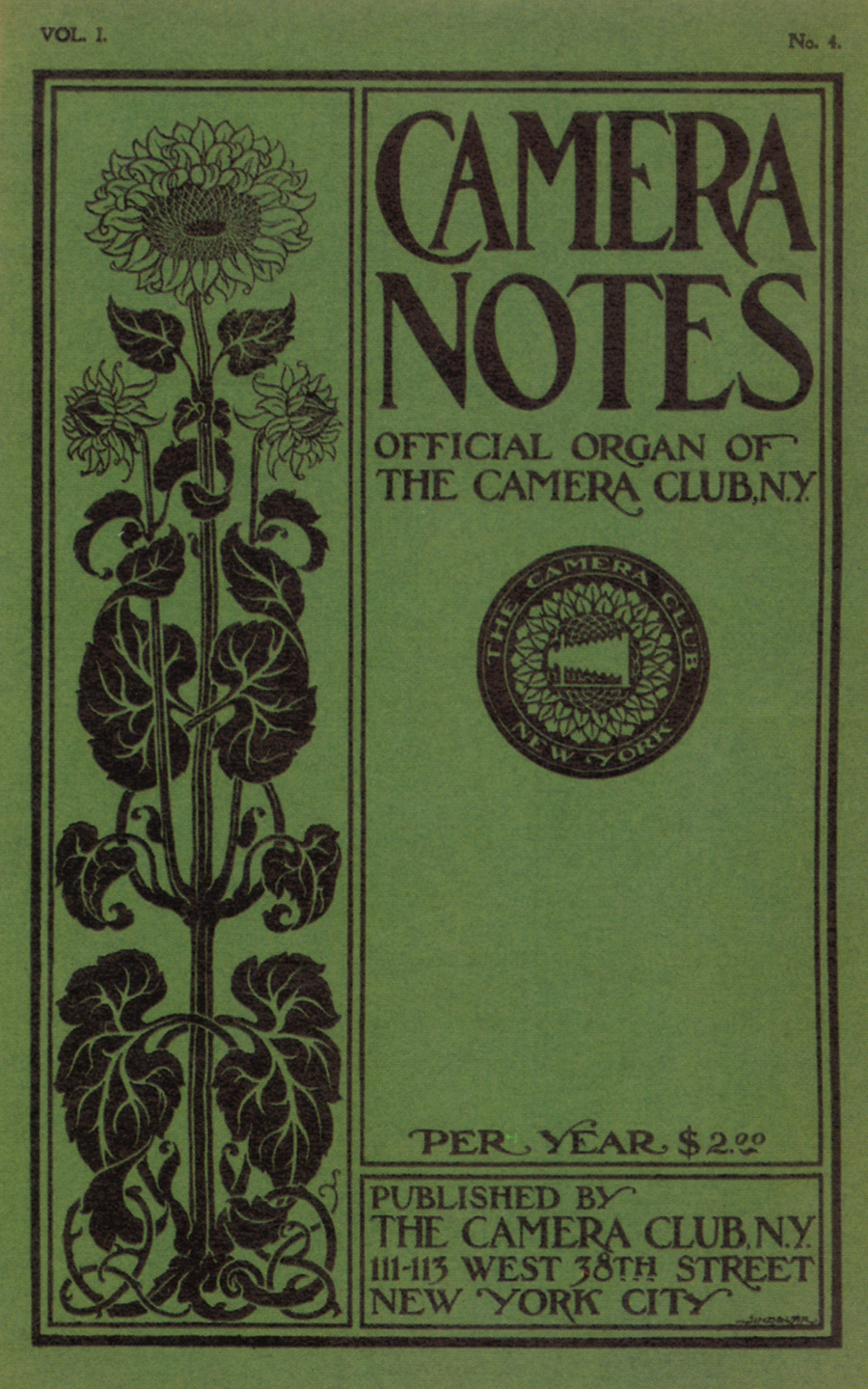
Cubierta de Camera Notes (abril de 1898)

Camera Work fue una revista trimestral editada y publicada por Alfred Stieglitz desde 1902 a 1917 en Estados Unidos. A menudo es considerada la publicación oficial del grupo fotográfico Photo-secession, si bien Stieglitz intentó originalmente mantenerla independiente:

Camera Work no posee alianza con ninguna organización o grupo y aunque es la boca de Photo-Secession ese hecho no será causa para poner trabas a su independencia en el más mínimo grado.

Sin embargo, tal declaración realizada por Stieglitz sería muy difícil de cumplir en el futuro de la revista, ya que publicaba reseñas de los autores que formaban parte de Photo-secession, o que exponían, -por decisión de Stieglitz- en su galería de arte: Little Galleries of the Photo-Secession, más conocida como la 291, por el número que ocupaba en la quinta avenida de la ciudad de Nueva York.
Camera Work recogía las últimas tendencias artísticas de la época, especialmente en lo referente a fotografía artística de tendencia pictorialista, así como reflexiones estéticas, explicaciones técnicas y contestaciones a las críticas recibidas. En ella escribieron muchos de los artistas pictorialistas y vanguardistas del momento, explicando y defendiendo la novedad conceptual emergente en el principio del siglo XX.
Fue una publicación de excepcional calidad para su época, tanto a nivel de contenidos sobre fotografía artística como de su diseño e impresión. Al respecto, Stieglitz explicaba en el número 1 de 1903:

La fotografía siendo en su mayor parte un proceso monocromo, es sobre sutiles gradaciones tonales y de valor en las que su belleza artística depende tan frecuentemente. Es, por ende, altamente necesario que las reproducciones de obra fotográfica sean hechas con excepcional cuidado y discreción si se quiere resguardar el espíritu de los originales, aunque las reproducciones no puedan hacer total justicia de las sutilezas de ciertas fotografías. Tal supervisión se dará a las ilustraciones que aparecerán en cada número de Camera Work. Solo ejemplos de obra que dan evidencia de individualidad y esfuerzo artístico independientemente de la escuela a la que pertenezcan o que contengan algún excepcional logro técnico, que ejemplifique algún tratamiento digno de consideración, encontrarán reconocimiento en estas páginas. Sin embargo, lo pictorialista será el tema predominante de la revista.

## Antecedentes
Camera Work tiene su antecedente inmediato en la revista Camera Notes, publicación oficial del Camera Club de Nueva York, y cuyo editor fue Alfred Stieglitz entre 1897 y 1902. Según Pam Roberts: 

Camera Notes [...] se convertiría en ventana del Club hacia el mundo y el registro de sus actuaciones, así como reflejo de la nueva energía y confianza en la fotografía americana. 
En los siguientes 5 años, el Camera Club solo pagó u$1850 de los costos de la tirada de Camera Notes. Este monto ni siquiera cubría el costo de las copias de Camera Notes para que el Club la distribuyera entre sus miembros suscriptores y fue solo un décimo de los costos (u$18.000) pagados por publicidad o del propio bolsillo de Stieglitz. 
Sin embargo, bajo la editorial de Stieglitz, desde 1897 a 1902 se convirtió en la publicación fotográfica más influyente en el país, atrayendo lectores más allá de los límites insulares del Camera Club. Reimprimió artículos, ensayos críticos y reseñas de exhibiciones y publicaciones europeas y de artistas nativos que fueron comisionados, así como críticas fotográficas y artículos provocativos y controversiales. [...] 
Sin embargo, el triunfo de Camera Notes fue la espléndida calidad de sus reproducciones, fotograbados producidos bajo exactas especificaciones de Stieglitz. Para la obra americana, el usaba su vieja compañía, la Photochrome Engraving Company de Nueva York y para la obra europea, el trabajaba con Walter L. Colls, el impresor de Sun artists de Londres.
Camera Notes fue, artísticamente, de mejora en mejora, y presentaba la obra del grupo de fotógrafos pictorialistas elegidos por Stieglitz como George Seely, Gertrude Kasebier, Edward Steichen y Clarence White, todos los cuales fueron luego miembros del Photo-Secession, exhibieron en la Galería 291 y tuvieron reproducida su obra en Camera Work. Presentó también la obra de Fred Holland Day, su igual y rival ocasional conduciendo el resurgimiento de la fotografía americana.

En 1902, luego de reseñar la primera exposición en el National Arts Club de Nueva York del recientemente creado grupo "Photo-Secession", Stieglitz renunció a su cargo como editor, en tanto que Photo-Secession se había declarado como una separación del Camera Club de Nueva York, al igual que sus antecesores europeos: el Linked Ring Brotherhood y los Secesionistas fotográficos de Viena. Inmediatamente, Stieglitz inicia su propia publicación, Camera Work.

## Fin de la publicación
En sus últimos números de 1917, Stieglitz publicó algunos trabajos que se apartaban de la línea pictorialista, entre los que se destacan los de Paul Strand, precursor de los movimientos de fotografía directa de los años 1930 en Estados Unidos. La inclusión de Strand representaba la ruptura con los temas y procedimientos del pictorialismo, en especial con la manipulación del positivo practicada por los artistas de este movimiento, a la que Strand oponía la objetividad fotográfica y el reconocimiento del valor estético de los objetos cotidianos. Este giro en el interés de Stieglitz alejó a los suscriptores habituales de Camera Work, conduciendo al cierre de la publicación en 1917.